# Gino Odjick
Gino Odjick (né le 7 septembre 1970 dans la réserve algonquine Kitigan Zibi à Maniwaki, Québec, au Canada et mort le 15 janvier 2023 à Vancouver, Colombie-Britannique, Canada) est un joueur canadien de hockey sur glace. En juin 2014, il annonce être atteint d'amylose cardiaque, une maladie rare qui épaissit les parois du cœur. 

## Carrière de joueur
Un produit de la Ligue de hockey junior majeur du Québec, Odjick fut sélectionné par les Canucks de Vancouver en 1990. Avec son club junior, le Titan de Laval, il participa à deux reprises au tournoi de la Coupe Memorial sans toutefois mettre la main dessus. En 1990, ils s'inclinèrent en finale devant les Generals d'Oshawa qui comptait dans ses rangs un certain Eric Lindros.
Après cette dernière participation au tournoi, il rejoint les Canucks, jouant la majorité de la saison avec eux, mais jouant aussi quelques parties avec les Admirals de Milwaukee dans la Ligue internationale de hockey. Après quelques saisons à Vancouver, il fut échangé aux Islanders de New York. Il y joua seulement 82 parties en trois saisons avant de passer aux mains des Flyers de Philadelphie.
Son séjour à Philadelphie fut de courte durée, il fut échangé en début de saison aux Canadiens de Montréal. Au camp d'entraînement en prévision de la saison 2002-2003, il se blessa à la tête, ce qui lui fit manquer la majorité de la saison. L'année suivante, les Canadiens insatisfaits de ses performances au camp d'entraînement, décidèrent qu'il allait commencer la saison dans la Ligue américaine de hockey avec les Grizzlies de l'Utah. Odjick mécontent, décida de ne pas se rapporter au club-école. Les Canadiens décidèrent donc de le suspendre indéfiniment.
Il ne revint jamais à la compétition de haut niveau, mais joua quelques parties fin 2005 avec le Thunder de Horse Lake, un club semi-professionnel qui participait à la Coupe Allan.
Gino Odjick s'éteint le 15 janvier 2023 à Vancouver à l'âge de 52 ans.

## Statistiques
| Saison     | Équipe                 | Ligue          |     | Saison régulière | Saison régulière | Saison régulière | Saison régulière | Saison régulière |   | Séries éliminatoires | Séries éliminatoires | Séries éliminatoires | Séries éliminatoires | Séries éliminatoires |
| Saison     | Équipe                 | Ligue          | PJ  | B                | A                | Pts              | Pun              | PJ               | B | A                    | Pts                  | Pun                  |                      |                      |
| 1987-1988  | Hawks de Hawkesbury    | CJHL           | 40  | 2                | 4                | 6                | 167              |                  |   |                      |                      |                      |                      |                      |
| 1988-1989  | Titan de Laval         | LHJMQ          | 50  | 9                | 15               | 24               | 278              | 16               | 0 | 9                    | 9                    | 129                  |                      |                      |
| 1989       | Titan de Laval         | Coupe Memorial |     |                  |                  |                  |                  | 3                | 0 | 1                    | 1                    | 5                    |                      |                      |
| 1989-1990  | Titan de Laval         | LHJMQ          | 51  | 12               | 26               | 38               | 280              | 13               | 6 | 5                    | 11                   | 110                  |                      |                      |
| 1990       | Titan de Laval         | Coupe Memorial |     |                  |                  |                  |                  | 4                | 0 | 1                    | 1                    | 10                   |                      |                      |
| 1990-1991  | Admirals de Milwaukee  | LIH            | 17  | 7                | 3                | 10               | 102              |                  |   |                      |                      |                      |                      |                      |
| 1990-1991  | Canucks de Vancouver   | LNH            | 45  | 7                | 1                | 8                | 296              | 6                | 0 | 0                    | 0                    | 18                   |                      |                      |
| 1991-1992  | Canucks de Vancouver   | LNH            | 65  | 4                | 6                | 10               | 348              | 4                | 0 | 0                    | 0                    | 6                    |                      |                      |
| 1992-1993  | Canucks de Vancouver   | LNH            | 75  | 4                | 13               | 17               | 370              | 1                | 0 | 0                    | 0                    | 0                    |                      |                      |
| 1993-1994  | Canucks de Vancouver   | LNH            | 76  | 16               | 13               | 29               | 271              | 10               | 0 | 0                    | 0                    | 18                   |                      |                      |
| 1994-1995  | Canucks de Vancouver   | LNH            | 23  | 4                | 5                | 9                | 109              | 5                | 0 | 0                    | 0                    | 47                   |                      |                      |
| 1995-1996  | Canucks de Vancouver   | LNH            | 55  | 3                | 4                | 7                | 181              | 6                | 3 | 1                    | 4                    | 6                    |                      |                      |
| 1996-1997  | Canucks de Vancouver   | LNH            | 70  | 5                | 8                | 13               | 371              |                  |   |                      |                      |                      |                      |                      |
| 1997-1998  | Canucks de Vancouver   | LNH            | 35  | 3                | 2                | 5                | 181              |                  |   |                      |                      |                      |                      |                      |
| 1997-1998  | Islanders de New York  | LNH            | 13  | 0                | 0                | 0                | 31               |                  |   |                      |                      |                      |                      |                      |
| 1998-1999  | Islanders de New York  | LNH            | 23  | 4                | 3                | 7                | 133              |                  |   |                      |                      |                      |                      |                      |
| 1999-2000  | Islanders de New York  | LNH            | 46  | 5                | 10               | 15               | 90               |                  |   |                      |                      |                      |                      |                      |
| 1999-2000  | Flyers de Philadelphie | LNH            | 13  | 3                | 1                | 4                | 10               |                  |   |                      |                      |                      |                      |                      |
| 2000-2001  | Flyers de Philadelphie | LNH            | 17  | 1                | 3                | 4                | 28               |                  |   |                      |                      |                      |                      |                      |
| 2000-2001  | Canadiens de Montréal  | LNH            | 13  | 1                | 0                | 1                | 44               |                  |   |                      |                      |                      |                      |                      |
| 2001-2002  | Citadelles de Québec   | LAH            | 13  | 2                | 1                | 3                | 40               |                  |   |                      |                      |                      |                      |                      |
| 2001-2002  | Canadiens de Montréal  | LNH            | 36  | 4                | 4                | 8                | 104              | 12               | 1 | 0                    | 1                    | 47                   |                      |                      |
| 2004-2005  | Thunder de Horse Lake  | Coupe Allan    | 3   | 3                | 4                | 7                |                  |                  |   |                      |                      |                      |                      |                      |
| Totaux LNH | Totaux LNH             | Totaux LNH     | 605 | 64               | 73               | 137              | 2567             | 44               | 4 | 1                    | 5                    | 142                  |                      |                      |

### Transactions en carrière
- 23 mars 1998 : échangé aux Islanders de New York par les Canucks de Vancouver en retour de Jason Strudwick.
- 15 février 2000 : échangé aux Flyers de Philadelphie par les Islanders de New York en retour de Mikael Andersson et le choix de 5e ronde des Hurricanes de la Caroline (acquis précédemment, New York sélectionne Kristofer Ottosson) lors du repêchage d'entrée dans la LNH en 2000.
- 7 décembre 2000 : échangé aux Canadiens de Montréal par les Flyers de Philadelphie en retour de P.J. Stock et le choix de 6e ronde de Montréal (Dennis Seidenberg) lors du repêchage d'entrée dans la LNH en 2001.
- 22 février 2003 : suspendu par les Canadiens de Montréal pour avoir refusé de se rapporter aux Grizzlies de l'Utah (LAH).